# Distinció Presidencial d'Unitat (Estats Units)
| Citació Presidencial d'Unitat | Citació Presidencial d'Unitat | Citació Presidencial d'Unitat |
| ----------------------------- | ----------------------------- | ----------------------------- |
| Army and Air Force P.U.C.     | Navy and Marine P.U.C.        | Coast Guard P.U.C.            |
| U.S. Army & USAF              | U.S. Navy & Cos de Marines    | Cos de Guarda Costa           |

La Citació Presidencial d'Unitat (anglès: Presidential Unit Citation), originàriament anomenada la Citació d'Unitat Distingida (Distinguished Unit Citation), és concedida a unitats de les Forces Armades dels Estats Units i dels seus aliats per l'heroisme extraordinari en acció contra un enemic armat des del 7 de desembre de 1941 (l'atac a Pearl Harbor i inici de la participació americana a la Segona Guerra Mundial.) La unitat ha d'haver mostrat tal nivell de valentia, determinació i esperit de cos per acomplir la seva missió sota unes condicions extremadament difícils i perilloses de tal manera que la distingeixin de la participació d'altres unitats en la mateixa campanya.
Des de la seva creació per l'Ordre Executiva 9075 del 26 de febrer de 1942, retroactiva al 7 de desembre de 1941, i fins al 2008, la Citació Presidencial d'Unitat ha estat concedida en conflictes com la Segona Guerra Mundial, la Guerra Freda, la Guerra de Corea, la Guerra del Vietnam, la Guerra d'Iraq, la Guerra de l'Afganistan, etc.
El grau d'heroisme requerit és el mateix que es necessita per rebre la Creu del Servei Distingit, la Creu de la Força Aèria individualment. En alguns casos, un ó més membres d'una unitat poden haver rebut condecoracions individuals per la seva contribució particular a l'acció per la qual tota la unitat ha estat condecorada amb la Citació Presidencial.

## Creació i Format Oficial

### Exèrcit i Força Aèria
La Citació de l'Exèrcit va establir-se com a Citació d'Unitat Distingida per l'Ordre Executiva 9075 del 26 de febrer de 1942, rebent el seu nom actual el 3 de novembre de 1966. Igual que la resta de citacions d'unitat de l'Exèrcit, la Citació Presidencial és un galó lluït sobre la butxaca dreta de la guerrera. Tots els membres de la unitat poden lluir la distinció, participessin o no en les accions per les quals se cità la unitat. Només aquells assignats a la unitat en el moment de l'acció citada poden lluir la distinció de forma permanent. Per a l'Exèrcit i la Força Aèria, l'emblema és un galó blau marí dins d'un marc d'or.
La Citació Presidencial de la Força Aèria va ser adoptada de la de l'Exèrcit, després que fos convertida en una branca separada el 1947. També se li modificà el nom a la forma actual el 3 de novembre de 1966. La Força Aèria llueix la distinció d'unitat a la butxaca esquerra sota les condecoracions personals, i, a diferència de l'Exèrcit, no totes estan dins d'un marc d'or.
La Citació es llueix als guions i estendards del reiment de la unitat en forma d'una cinta blava de 1,2m de llarg i 7cm d'ample. A l'Exèrcit, només en molt rares ocasions s'ha distingit un unitat menor a un batalló.

### Marina i Cos de Marines
La Citació Naval és l'equivalent d'unitat a la Creu de la Marina i va ser creada mitjançant l'Orde Executiva 9050 del 6 de febrer de 1942.
La versió de la Marina consisteix en 3 franges horitzontals, blau, groc i vermell. Per distingir entre les dues versions de la Citació Presidencial, la versió naval és referida com la Navy and Marine Corps Presidential Unit Citation, mentre que la de l'Exèrcit i la Força Aèria simplement és la "Presidential Unit Citation".
A diferència de l'Exèrcit i la Força Aèria, a la Marina i al Cos de Marines només la poden lluir els membres que estaven destinats a la unitat en el moment de l'acció per la qual va ser citada.

#### Barres Especials

##### USSNautilus(SSN-571)

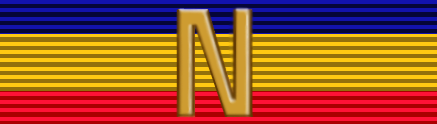
Barra especial pel USS Nautilus

En commemoració de la primera travessia submergida sota el pol Nord, feta pel submarí nuclear USS Nautilus (SSN-571) el 1958, tots els membres de la tripulació que van fer el viatge van ser autoritzats a portar-la amb un passador especial en forma d'una lletra N de color daurat.

##### USSTriton(SSRN-586)
En commemoració de la primera circumvalació submergida del món, feta pel submarí nuclear USS Triton (SSRN-586) el 1960, tots els membres de la tripulació van ser autoritzats a portar la Citació Presidencial amb un passador en forma del globus terraqüi daurat.

##### USSParche(SSN -683)
La unitat naval més condecorada és el submarí nuclear USS Parche (SSN-693), amb un total de 9 Citacions durant 30 anys de servei. Les modificacions que se li van fer van permetre que fos el primer submarí-espia de la flota dels Estats Units. Això comportà que se li concedissin diverses citacions; però no s'especifiquen els detalls de la concessió.

### Guarda Costes
Les unitats del Cos de Guarda Costa poden rebre la versió pròpia de la Citació Presidencial d'Unitat o la de la Marina, depenent del servei que estigui realitzant quan es va fer l'acció.

#### Passador Especial

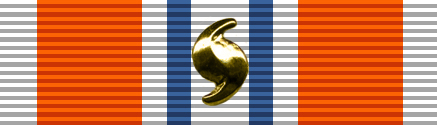
Passador Especial pel rescat durant l'huracà Katrina

El President George Bush va concedir una versió de la distinció a tots aquells Guarda Costes i Cos Auxiliar de Guarda Costa per la seva tasca en el rescat i l'ajut a la població dels estats devastats per l'huracà Katrina. Tots els membres del Cos de Guarda Costa que van rebre la distinció estan autoritzats a lluir la Citació Presidencial d'Unitat amb un passador especial amb el símbol internacional d'huracà.

## Receptors

### Segona Guerra Mundial
| Unitat | Servei            | Any de concessió | Campanya o batalla |
| --- | ----------------- | ---------------- | --- |
| 26è Regiment de Cavalleria | U.S. Army         | 1941             | Batalla de Damortis/Golf de Lingayen |
| 101a Divisió Aerotransportada Divisió i 1a Brigada | U.S. Army         | 1944             | Normandia |
| 101a Divisió Aerotransportada Divisió 1a Brigada; excepte 2n Batalló, 401 Regiment de Planadors i el 501 Regiment d'Infanteria                                                                                             | U.S. Army         | 1945             | Setge de Bastogne |
| 117è Regiment, Companyia "Easy" | U.S. Army         | 1944             | Batalla d'Aachen |
| 3a Divisió d'Infanteria | U.S. Army         | 1945             | Bossa de Colmar |
| 32a Divisió d'Infanteria | U.S. Army         | 1943             | Campanya de Kokoda Track, Batalla de Buna-Gona |
| 70a Divisió d'Infanteria 2n Batalló, 274è Regiment d'Infanteria | U.S. Army         | 1945             | Wingen |
| Escamot d'Intel·ligència i Reconeixement, 394è Regiment d'Infanteria 99a Divisió d'Infanteria | U.S. Army         | 1981             | Batalla de les Ardenes |
| 26a Divisió d'Infanteria | U.S. Army         | 1945             | Ardennes-Alsacia |
| Comandament de Combat "B", 7a Divisió Cuirassada | U.S. Army         | 1948             | St. Vith (Campanya de les Ardennes) |
| 551r Batalló d'Infanteria Paracaigudista (82a Divisió Aerotransportada) | U.S. Army         | 1944             | Batalla de les Ardenes, Rochelinval, Bèlgica |
| 99è Esquadró de Persecució | USAAF             | 1943             | Operació Llevataps |
| USS Redfish | U.S. Navy         | 1945             | Guerra del Pacífic |
| USS Enterprise | U.S. Navy         | 1945             | Atacs sobre les illes Marshall (1942), Atac de Doolittle, Batalla de Midway, Batalla de les Salomó Orientals, Batalla de les Illes Santa Cruz, Campanya de Guadalcanal                                                                                             |
| USS O'Bannon | U.S. Navy         | 1943             | Campanya de les Illes Salomó |
| 2a Divisió de Marines | U.S. Marine Corps | 1943             | Batalla de Tarawa |
| 1a Divisió de Marines | U.S. Marine Corps | 1944             | Batalla de Peleliu i Negesebus |
| 21è Batalló de Tancs, Comandament de Combat B 10a Divisió Cuirassada | U.S. Army         | 1944             | Batalla de Bastogne |
| Companyia A, 612è Batalló Destructor de Tancs | U.S. Army         | 1944             | Hofen, Alemanya Batalla de les Ardenes |
| 761r Batalló de Tancs | U.S. Army         | 1978             | ETO |
| 1r Batalló, 43è Defensa Aèria Artillera | U.S. Army         |                  | Batalla de Guadalcanal |
| 146è Batalló d'Enginyers | U.S. Army         | 1944             | Omaha Beach |
| 695è Batalló Cuirassat d'Artilleria de Camp | U.S. Army         | 1945             | Captura de Metz |
| 34è d'Artilleria de Camp | U.S. Army         | 1943             | Campanya del Nord d'Àfrica |
| 51è Batalló d'Enginyers | U.S. Army         | 1945             | Batalla de les Ardenes |
| 1r Batalló, 307è Regiment d'Infanteria 77a Divisió d'Infanteria | U.S. Army         | 1945             | Batalla d'Okinawa |
| 505è Regiment d'Infanteria Paracaigudista 82a Divisió Aerotransportada | U.S. Army         | 1944             | Conquesta de Sainte-Mère-Église el Dia D |
| 1r Batalló, 504t Regiment d'Infanteria Paracaigudista 82a Divisió Aerotransportada; excepte la Companyia A | U.S. Army         | 1944             | Operació Horta – Cheneux, Bèlgica |
| Companyia A, 504t Regiment d'Infanteria Paracaigudista 82a Divisió Aerotransportada | U.S. Army         | 1945             | Travessa del Rin a Hitdorf |
| 505è Regiment d'Infanteria Paracaigudista 82a Divisió Aerotransportada) | U.S. Army         | 1944             | Operació Horta – Groesbeek, Holanda |
| 96a Divisió d'Infanteria | U.S. Army         | 2001             | Okinawa |
| 2n Batalló i un escamot Companyia A, 749è Batalló de Tancs 776 Batalló de Destructor de Tancs 44a Divisió d'Infanteria | U.S. Army         | 1945             | Operació Vent del Nord |
| 503r Equip Regimental de Combat | U.S. Army         | 1945             | Batalla de Corregidor |
| 222è Regiment d'Infanteria | U.S. Army         | 2001             | Alsàcia |
| 3r Escamot, Companyia C 614è Batalló de Destructors de Tancs | U.S. Army         | 1945             | Alsàcia |
| 5307a Unitat Composta ("Merrill's Marauders") | U.S. Army         | 1946             | Birmània |
| 601r Batalló de Destructors de Tancs | U.S. Army         | 1942             | Batalla d'El Guettar |
| 601r Batalló de Destructors de Tancs | U.S. Army         | 1945             | Bossa de Colmar, Alsàcia |
| 3r Batalló, 351r Regiment d'Infanteria | U.S. Army         | 1944             | [ 11 ] |
| 100è Batalló d'Infanteria | U.S. Army         | 1944             | Belvedere i Sassetta, Itàlia |
| 100è Batalló d'Infanteria | U.S. Army         | 1944             | Bruyeres, Biffontaine i el Bosc Domaniale de Champ, França |
| 442è Equip Regimental de Combat | U.S. Army         | 1945             | Serravezza, Carrara i Fosdinovo, Itàlia |
| 2n Batalló 442è Equip Regimental de Combat | U.S. Army         | 1945             | Bruyeres, França; Biffontaine, França; i Massa, Itàlia |
| 3r Batalló 442è Equip Regimental de Combat | U.S. Army         | 1944             | Biffontaine, França |
| Companyies F i L 442è Equip Regimental de Combat | U.S. Army         | 1944             | Belmont, França |
| 232è Companyia d'Enginers del 111è Regiment d'Enginyers 36a Divisió d'Infanteria | U.S. Army         | 1944             | Bruyeres, França |
| USS Alchiba | U.S. Navy         | 1943             | Campanya de Guadalcanal |
| USS Archerfish | U.S. Navy         | 1944             | Enfonsament del portaavions Shinano |
| USS Barb | U.S. Navy         | 1944             | Campanya submarina contra l'Imperi Japonès |
| USS Cabot | U.S. Navy         | 1945             | Grup Aeri 31. Illes Marshall Islands, Truk, Palau, Hollandia, Marianas, Bonins, Yap, Filipines. Grup Aeri 29. Ryukyus, Formosa, Filipines, Luzon, Mar de la Xina, Japó, Bonins.                                                                                    |
| USS Houston | U.S. Navy         | 1942/44          | Campanya de Java |
| USS Hugh W. Hadley | U.S. Navy         | 1945             | Campanya d'Okinawa |
| USS Pope | U.S. Navy         | 1942             | Campanya de Java |
| USS Santee | U.S. Navy         | 1942/1945        | CAG-29 (VGS-29, VGF-29), Nord d'Àfrica; CAG-29, Task Group 21.11; CVEG-26, Palau, Yap, Ulithi, Atac de Woleai; CVEG-26, Operacions a Nova Guinea Occidental, Operacions de Leyte; CVEG-24, Campanya d'Okinawa; CVEG-24, Operacions de la Tercera Flota contra Japó |
| USS Sealion | U.S. Navy         | 1945             | Campanya submarina contra l'Imperi Japonès |
| USS Trigger | U.S. Navy         | 1943             | Campanya submarina contra l'Imperi Japonès |
| USS Trigger | U.S. Navy         | 1945             | Campanya submarina contra l'Imperi Japonès |
| Esquadró de Torpedes 8 (VT-8) | U.S. Navy         | 1943             | Batalla de Midway |
| Esquadró de Torpedes 8 (VT-8) | U.S. Navy         | 1943             | Batalla de Guadalcanal |
| Divisió de Mines 34 (Flota del Pacífic) | U.S. Navy         | 1945             | Borneo |
| Task Unit 77.4.3: USS St Lo, USS White Plains, USS Kalinin Bay, USS Fanshaw Bay, USS Kitkun Bay, USS Gambier Bay, USS Heermann, USS Hoel, USS Johnston, USS John C. Butler, USS Raymond, USS Dennis, USS Samuel B. Roberts | U.S. Navy         | 1945             | Batalla de Samar |
| USS Aaron Ward | U.S. Navy         | 1945             | Batalla d'Okinawa |
| USS Laffey | U.S. Navy         | 1942             | Batalla naval de Guadalcanal |
| 3a Divisió de Marines | U.S. Marine Corps | 1944             | Batalla de Guam |
| VMA-214 i 213 | U.S. Marine Corps | 1944             | |
| Destacament de Wake i VMFA 211 | U.S. Marine Corps | 1941             | Batalla de l'Illa de Wake |
| 1a Divisió de Marines | U.S. Marine Corps | 1942             | Campanya de les Illes Salomó |
| 1a Divisió de Marines | U.S. Marine Corps | 1945             | Okinawa |
| 4a Divisió de Marines | U.S. Marine Corps | 1944             | Batalles de Saipan i Tinian |
| 4a Divisió de Marines | U.S. Marine Corps | 1944             | Batalles de Saipan i Tinian |
| MAG 22 | U.S. Marine Corps | 1942             | Batalla de Midway |
| VMFA-214 | U.S. Marine Corps | 1944             | Batalla de Guadalcanal, Munds, Salomó Septentrionals, Vella Lavella i Torokina |
| VMA-124 i 213 | U.S. Marine Corps | 1943-45          | USS Essex, Filipines, Taiwan, Mar de la Xina Meridional |
| VMFA 211 i VMFA 451 | U.S. Marine Corps | 1945             | USS Bunker Hill, Japó, Bonins i Illes Ryukyu |
| Tropes d'Assalt, 5è Cos Amfibi | U.S. Marine Corps | 1945             | Batalla d'Iwo Jima |
| 6a Divisió de Marines | U.S. Marine Corps | 1945             | Batalla d'Okinawa |
| 2a MAW | U.S. Marine Corps | 1945             | Batalla d'Okinawa |
| 3r Esquadró d'Observació Marine | U.S. Marine Corps | 1945             | Batalla d'Okinawa |
| 12è Grup Aeronàutic Marine | U.S. Marine Corps | 1945             | Campanya de les Filipines |
| 3r Grup de Caces, 14a Força Aèria | USAAF             | 1945             | Xina |
| 2n Grup de Bombardeig | USAAF             | 1944             | 150a Missió – Bombardeig de Steyr (Àustria) |
| 2n Grup de Bombardeig | USAAF             | 1944             | 151a Missió – Bombardeig de Regensburg |
| 46è Esquadró, 21è Grup de Caces, 14a Força Aèria | USAAF             | 1945             | Escorta de B-29 Superfortress sobre la fàbrica aeronàutica de Nakajima, Tokyo. |
| 56è Grup de Caces | USAAF             | 1944             | Missions contra la indústria aeronàutica alemanya |
| 56è Grup de Caces | USAAF             | 1944             | Operació Horta |
| 57è Grup de Persecució | USAAF             | 1943             | Campanya de Tunísia |
| 57è Grup de Persecució | USAAF             | 1943             | Segona Batalla d'El Alamein |
| 154è Esquadró de Reconeixement Meteorològic | USAAF             | 1945             | Bombardeigs sobre Ploesti |
| 319è Grup de Bombardeig | USAAF             | 1944             | Pels atacs contra nusos de comunicació a Florència i Roma sense destruir béns culturals |
| 330è Grup de Bombardeig | USAAF             | 1945             | Pels atacs contra Tokushima i Gifu |
| 367è Grup de Caces | USAAF             | 1944             | Pels atacs contra els aeròdroms de Clastres, Péronne i Rosières del 25 d'agost |
| 367è Grup de Caces | USAAF             | 1945             | Pels atacs contra el Quarter General del Front Occidental |
| 484è Grup de Bombardeig | USAAF             | 1944             | Innsbruck |
| 484è Grup de Bombardeig | USAAF             | 1944             | Viena |
| 11è Grup de Bombardeig | USAAF             | 1942             | Batalla de Guadalcanal |
| 17è Grup de Bombardeig | USAAF             | 1945             | Schweinfurt |
| 92è Grup de Bombardeig | USAAF             | 1945             | Oschersleben |

### Guerra de Corea
| Unitat                                                           | Servei            | Any de concessió | Campanya o batalla          |
| ---------------------------------------------------------------- | ----------------- | ---------------- | --------------------------- |
| 452a Ala de Bombarders                                           | USAF              | 1952             |                             |
| 1a Brigada Provisional Marine                                    | U.S. Marine Corps | 1950             |                             |
| 1a Divisió de Marines                                            | U.S. Marine Corps | 1950             | Batalla d'Inchon            |
| 1a Divisió de Marines                                            | U.S. Marine Corps | 1950             | Batalla de Chosin Reservoir |
| 1a Divisió de Marines                                            | U.S. Marine Corps | 1951             |                             |
| VMO 6                                                            | U.S. Marine Corps | 1953             |                             |
| VMF 214                                                          | U.S. Marine Corps | 1951             |                             |
| VMF 323                                                          | U.S. Marine Corps | 1951             |                             |
| 1a Ala Aeronautica Marine                                        | U.S. Marine Corps | 1951             |                             |
| Companyia A, Secció 1 de Metralladores Companyia D 5a Infanteria | U.S. Army         | 1953             | Songnae-dong                |
| 1r Batalló, 43 de Defensa Artillera Aèria                        | U.S. Army         |                  | Riu Nam                     |
| 1r Batalló, 43 de Defensa Artillera Aèria                        | U.S. Army         |                  | Pakchon                     |
| 1r Batalló, 43 de Defensa Artillera Aèria                        | U.S. Army         |                  | Wonju-Hwachon               |
| 2a Divisió d'Infanteria                                          | U.S. Army         | 1951             |                             |
| 1r Batalló, 7è Regiment 3a Divisió d'Infanteria                  | U.S. Army         | 1951             | Choksong                    |
| 2n Batalló, 7è Regiment 3a Divisió d'Infanteria                  | U.S. Army         | 1952             | Kowang-Ni                   |
| 2n Batalló, 15è Regiment 3a Divisió d'Infanteria                 | U.S. Army         | 1952             | Kowang-Ni                   |
| 3r Batalló, 7è Regiment 3a Divisió d'Infanteria                  | U.S. Army         | 1952             | SEGOK (Turó 717)            |
| Companyia A, 72è Batalló de Tancs Pesats                         | U.S. Army         | 1951             | Kapyong                     |

### Guerra de Vietnam
| Unitat                                           | Servei            | Any de concessió | Campanya o batalla                                                               |
| ------------------------------------------------ | ----------------- | ---------------- | -------------------------------------------------------------------------------- |
| Companyia D, 4t Batalló 12a Divisió d'Infanteria | U.S. Army         | 1969             | Ofensiva de Maig                                                                 |
| 4a Divisió d'Infanteria                          | U.S. Army         | 1966             | Batalla de Dakto                                                                 |
| 4a Divisió d'Infanteria                          | U.S. Army         | 1967             | Batalla de Kontum                                                                |
| 4a Divisió d'Infanteria                          | U.S. Army         | 1967             | LZ Jackson Hole, Vietnam                                                         |
| 27è Regiment, 25a Divisió d'Infanteria           | U.S. Army         | 1969             | Batalla de Dak To                                                                |
| 1a Brigada, 101a Divisió Aerotransportada        | U.S. Army         | 1969             | Batalla de Dak To                                                                |
| 3a Brigada, 101a Divisió Aerotransportada        | U.S. Army         | 1969             | Batalla de la Muntanya Dong Ap Bia                                               |
| 11è Regiment de Cavalleria Cuirassada            | U.S. Army         | 1968             | Ofensiva del Tet                                                                 |
| VO-67                                            | U.S. Navy         | 2007             | Ofensiva del Tet                                                                 |
| USS Kitty Hawk                                   | U.S. Navy         | 1969             |                                                                                  |
| 11a Ala Aèria de Portaavions                     | U.S. Navy         | 1969             |                                                                                  |
| USS Midway                                       | U.S. Navy         | 1973             |                                                                                  |
| 5a Ala Aèria de Portaavions                      | U.S. Navy         | 1973             |                                                                                  |
| MACV                                             | U.S. Army         | 1971             | [ 21 ]                                                                           |
| MACV-SOG                                         | U.S. Navy         | 2001             | Operacions de Forces Especials sotmeses a Màxim Secret pendent de desclassificar |
| 1r Batalló, 5è d'Infanteria                      | U.S. Army         | 1969             |                                                                                  |
| 1r Batalló, 5è d'Infanteria                      | U.S. Army         | 1969             |                                                                                  |
| 9è Regiment de Marines                           | U.S. Marine Corps | 1969             | Operation Dewey Canyon                                                           |
| 26è Regiment de Marines                          | U.S. Marine Corps | 1968             |                                                                                  |
| 1r Grup Mòbil de Comunicacions                   | U.S.A.F.          | 1968             |                                                                                  |
| 17 SOS                                           | U.S.A.F.          | 1969             | Combats al Sud-est Asiàtic 1969-1971                                             |
| 834a Divisió Aèria                               | U.S.A.F.          | 1969             | Batalla de Khe Sahn                                                              |
| 834a Divisió Aèria                               | U.S.A.F.          | 1971             | Batalla de Dak Seang                                                             |
| 3a Divisió de Marines                            | U.S. Marine Corps | 1967             |                                                                                  |
| 3a Divisió de Marines                            | U.S. Marine Corps | 1967             |                                                                                  |
| 1a Divisió de Marines                            | U.S. Marine Corps | 1967             |                                                                                  |
| 1a Ala Aèria Marine                              | U.S. Marine Corps | 1967             |                                                                                  |
| 5è Regiment de Marines                           | U.S. Marine Corps | 1967             |                                                                                  |
| 1r Regiment de Marines                           | U.S. Marine Corps | 1968             |                                                                                  |
| 1a Divisió de Marines                            | U.S. Marine Corps | 1968             |                                                                                  |
| 1r Equip SEAL                                    | U.S. Navy         | 1968             | [ 23 ]                                                                           |
| 1r Regiment de Marines                           | U.S. Marine Corps | 1968             |                                                                                  |
| Programa CAP, III MAF                            | U.S. Marine Corps | 1968             |                                                                                  |
| 2n Equip SEAL                                    | U.S. Navy         | 1968             | [ 24 ]                                                                           |
| MACV                                             | U.S. Marine Corps | 1972             |                                                                                  |
| Operació Sealords                                | Diverses unitats  | 1972             |                                                                                  |
| Operació Swift raiders                           | Diverses unitats  | 1969             |                                                                                  |

### Guerra Freda
| Unitat                  | Servei    | Any de concessió                                     | Campanya o batalla                                                                                    |
| ----------------------- | --------- | ---------------------------------------------------- | --- |
| USS Nautilus            | U.S. Navy | 1958                                                 | Primera travessia submergida sota el Pol Nord                                                         |
| USS Triton              | U.S. Navy | 1960                                                 | Primera circumvalació del globus terraqüi submergida                                                  |
| USS Halibut             | U.S. Navy | 1960                                                 | Localització del submarí soviètic K-129 armat amb míssils balístics (Projecte Jennifer)               |
| USS Lapon               | U.S. Navy | 1969                                                 | Localització d'un submarí soviètic classe Yankee armat amb míssils balístics no detectat 47 dies      |
| USS Flasher             | U.S. Navy | 1970                                                 | Localització d'un submarí soviètic classe Hotel II armat amb míssils balístics no detectat en 20 dies |
| USS Halibut             | U.S. Navy | 1970                                                 | Operació Ivy Bells                                                                                    |
| USS Richard B. Russell' | U.S. Navy | 1970                                                 | Operació Manta/Acetone                                                                                |
| USS Parche              | U.S. Navy | 1979, 1980, 1981, 1982, 1986, 1993, 1994, 1998, 2004 | Unitat més condecorada de la US Navy                                                                  |

### Operation Iraqi Freedom
| Unitat                                                 | Servei            | Any de concessió | Campanya o batalla |
| ------------------------------------------------------ | ----------------- | ---------------- | ------------------ |
| 1a Divisió Cuirassada                                  | U.S. Army         | 2004             |                    |
| 3a Divisió d'Infanteria                                | U.S. Army         | 2003             |                    |
| I Força Expedicionària Marine                          | U.S. Marine Corps | 2003             |                    |
| 1a Divisió de Construcció Naval                        | U.S. Navy         | 2003             | [ 32 ]             |
| NSW Task Group-Central, NSW Squadron 3, and NSW Unit 3 | U.S. Navy         | 2006             | [ 33 ]             |
| 814a Companyia de Ponts                                | U.S. Army         | 2003             |                    |
| 487è Batalló d'Enginyers de Combat                     | U.S. Army         | 2003             | [ 34 ] [ 35 ]      |

### D'altres accions
| Unitat              | Servei              | Any de concessió | Campanya o batalla                                |
| ------------------- | ------------------- | ---------------- | ------------------------------------------------- |
| Cos de Guarda Costa | Cos de Guarda Costa | 2011             | Huracà Katrina                                    |
| 6è Equip SEAL       | U.S. Navy           | 2011             | Operació Neptune's Spear (mort d'Osama bin Laden) |

## Receptors Estrangers

### Segona Guerra Mundial
| Unitat                              | País          | Any de concessió | Campanya o batalla        |
| ----------------------------------- | ------------- | ---------------- | ------------------------- |
| 2a Divisió Blindada                 | França Lliure | 1944             | Alliberament d'Estrasburg |
| 3r Regiment d'Infanteria Estrangera | França Lliure | 1946             | Alps del Rin-Bavaresos    |
| 1r Grup de Caces                    | Brasil        | 1945             | Vall del Po               |

### Guerra de Corea
| Unitat                                                                | País                     | Any de concessió | Campanya o batalla                                 |
| --------------------------------------------------------------------- | ------------------------ | ---------------- | -------------------------------------------------- |
| 3r Batalló, Reial Regiment Australià                                  | Exèrcit Australià        | 1951             | Batalla de Kapyong                                 |
| 2n Batalló, Regiment d'Infanteria Lleugera Canadenc Princesa Patrícia | Exèrcit Canadenc         | 1951             | Batalla de Kapyong                                 |
| 1r Batalló, Regiment Gloucestershire                                  | Exèrcit britànic         | 1951             | Batalla del Riu Imjin                              |
| Batalló del Comandament Belga de les Nacions Unides                   | Exèrcit belga            | 1951             | Batalla del Riu Imjin                              |
| Troop C de la 170a Bateria Independent de Morters, Royal Artillery    | Exèrcit britànic         | 1951             | Batalla del Riu Imjin                              |
| Nederlands Detachement Verenigde Naties                               | Reial Exèrcit Neerlandès | 1951             | Batalla del Riu Soyand                             |
| Nederlands Detachement Verenigde Naties                               | Reial Exèrcit Neerlandès | 1951             | Batalla de Wonju i Hoengson                        |
| 1r Batalló, Regiment Gloucestershire                                  | Exèrcit britànic         | 1951             | Batalla del Riu Imjin                              |
| 2n Esquadró SAAF                                                      | Força Aèria Sud-africana | 1953             |                                                    |
| Brigada Turca                                                         | Exèrcit turc             | 1951             | Batalla de Kumyangjang-Ni                          |
| Batalló Esparta                                                       | Exèrcit Hel·lènic        | 1953             | Captura de Scotcht Hill i defensa de Outpost Harry |
| 13a Força de Vol Expedicionària Grega                                 | Força Aèria Hel·lènica   | 1950             | Evacuació de Marines a Hagaruri                    |
| Batalló Francès de l'ONU                                              | Exèrcit francès          | 1951             | Accions a Chipyong-Ni                              |

### Guerra de Vietnam
| Unitat                                            | País                | Any de concessió | Campanya o batalla               |
| ------------------------------------------------- | ------------------- | ---------------- | -------------------------------- |
| Companyia D, 6è Batalló, Reial Regiment Australià | Exèrcit Australià   | 1968             | Long Tan                         |
| 161a Bateria Neozelandesa                         | Exèrcit Neozelandès | 1977             | [ 39 ] [ 40 ]                    |
| 32è Esquadró de Cavalleria Cuirassada             | Vietnam del Sud     | 1968             | Províncies de Pleiku i Binh Dinh |
| 514è Esquadró de Caces Tàctic                     | Vietnam del Sud     | 1965             |                                  |

### Operació Llibertat Duradora
- Regiment del Servei Aeri Especial Australià
- Joint Task Force 2
- Servei Aeri Especial Neozelandès
- Jægerkorpset
- Forsvarets Spesialkommando, Hærens Jegerkommando i Marinejegerkommandoen
- Kommando Spezialkräfte